# Rosemaryna beba (1968.)
Rosemaryna beba (engl. Rosemary's baby) je američki horor film u režiji Romana Polanskog iz 1968. godine s Miom Farrow u glavnoj ulozi.

## Radnja
Rosemary i Guy useljavaju u stan na lošem glasu. Postaju prijatelji sa starijim parom koji su njihovi susjedi. Poslije nekog vremena događaju se čudne stvari: Djevojka koju Rosemary sreće u praonici rublja izvršava samoubojstvo na mističan način, Rosemary ima noćne more o dlakavom biću sa zlim očima koje ju siluje i čuje čudne zvukove. Guy se udaljava od nje. Kada Rosemary ostane trudna počinje sumnjati da njezini susjedi imaju planove s njezinom bebom.

## O filmu
Film je sniman u New Yorku i Los Angelesu. Svjetska premijera bila je 12. lipnja 1968. godine. Film je snimljen po romanu Rosemaryna beba američkog pisca Ire Levina.

## Uloge
- Mia Farrow - Rosemary Woodhouse
- John Cassavetes - Guy Woodhouse
- Ruth Gordon - Minnie Castevet
- Sidney Blackmer - Roman Castevet
- Angela Dorian - Terry Gionoffrio
- Tony Curtis - Donald Baumgart (glas)

## Glazba u filmu
- Lullaby, skladao Krzysztof Komeda, pjeva Mia Farrow
- Für Elise, skladao Ludwig van Beethoven

## Vanjske poveznice
- Rosemaryna beba u internetskoj bazi filmova IMDb-a